# NGC 1985
NGC 1985 је рефлексиона маглина у сазвежђу Кочијаш која се налази на NGC листи објеката дубоког неба.
Деклинација објекта је + 31° 59' 20" а ректасцензија 5h 37m 47,8s. Привидна величина (магнитуда) објекта NGC 1985 износи 10,0 а фотографска магнитуда 12,7. NGC 1985 је још познат и под ознакама PK 176+0.1, CS=13., not a PN.